# MCA Airlines
MCA Airlines war eine schwedische Fluggesellschaft, die 2009 den Flugbetrieb aufnahm, welchen sie aber im selben Jahr wieder einstellte.

## Geschichte

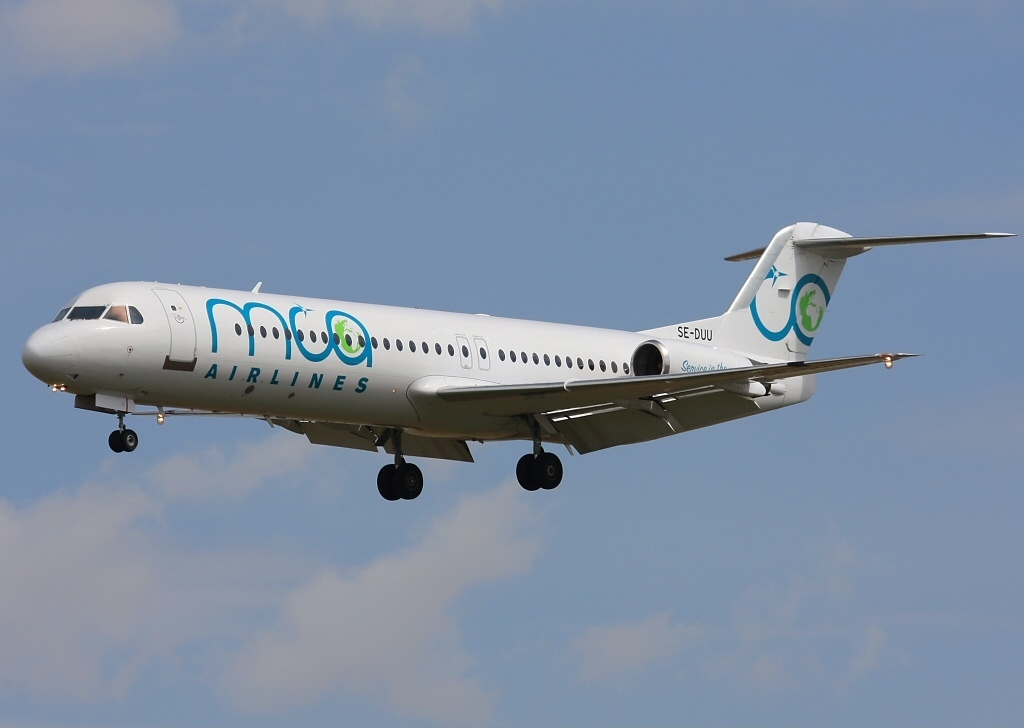
Fokker 100 der MCA Airlines, Prag 2009

MCA Airlines wurde 2008 gegründet. Um zügig den eigenen Flugbetrieb aufnehmen zu können, übernahm MCA Airlines die schwedische Air Express Sweden, deren Flotte aus zwei Saab 2000 und einer Fokker 100 bestand. Die MCA Airlines mietete zudem noch eine Douglas DC-9-80/MD-80 an, die 2009 durch einen von SmartLynx Airlines betriebenen Airbus A320 ersetzt worden ist. Am 11. November 2009 ging die Gesellschaft pleite und stellte den Flugbetrieb ein.

## Flugziele
MCA Airlines bediente folgende Städte:
- Zypern
  - Larnaka
- Griechenland
  - Athen
  - Thessaloniki
- Irak
  - Bagdad
  - Erbil
  - Suleimania
- Libanon
  - Beirut
- Norwegen
  - Oslo
- Serbien
  - Niš
- Spanien
  - Málaga
- Schweden
  - Göteborg
  - Malmö
  - Stockholm

## Flotte

### Flotte bei Betriebseinstellung
Stand: 8. Nov. 2009
- 1 Fokker 100
- 1 Airbus A320-200 (geleast von SmartLynx Airlines)
- 2 Saab 2000